# Vegårshei
Vegårshei este o comună din provincia Agder, Norvegia.